# Sida hyssopifolia
Sida hyssopifolia är en malvaväxtart som beskrevs av Presl. Sida hyssopifolia ingår i släktet sammetsmalvor, och familjen malvaväxter. Inga underarter finns listade i Catalogue of Life.